# Mitrailleuse Maxim
Pour les articles homonymes, voir Maxim.

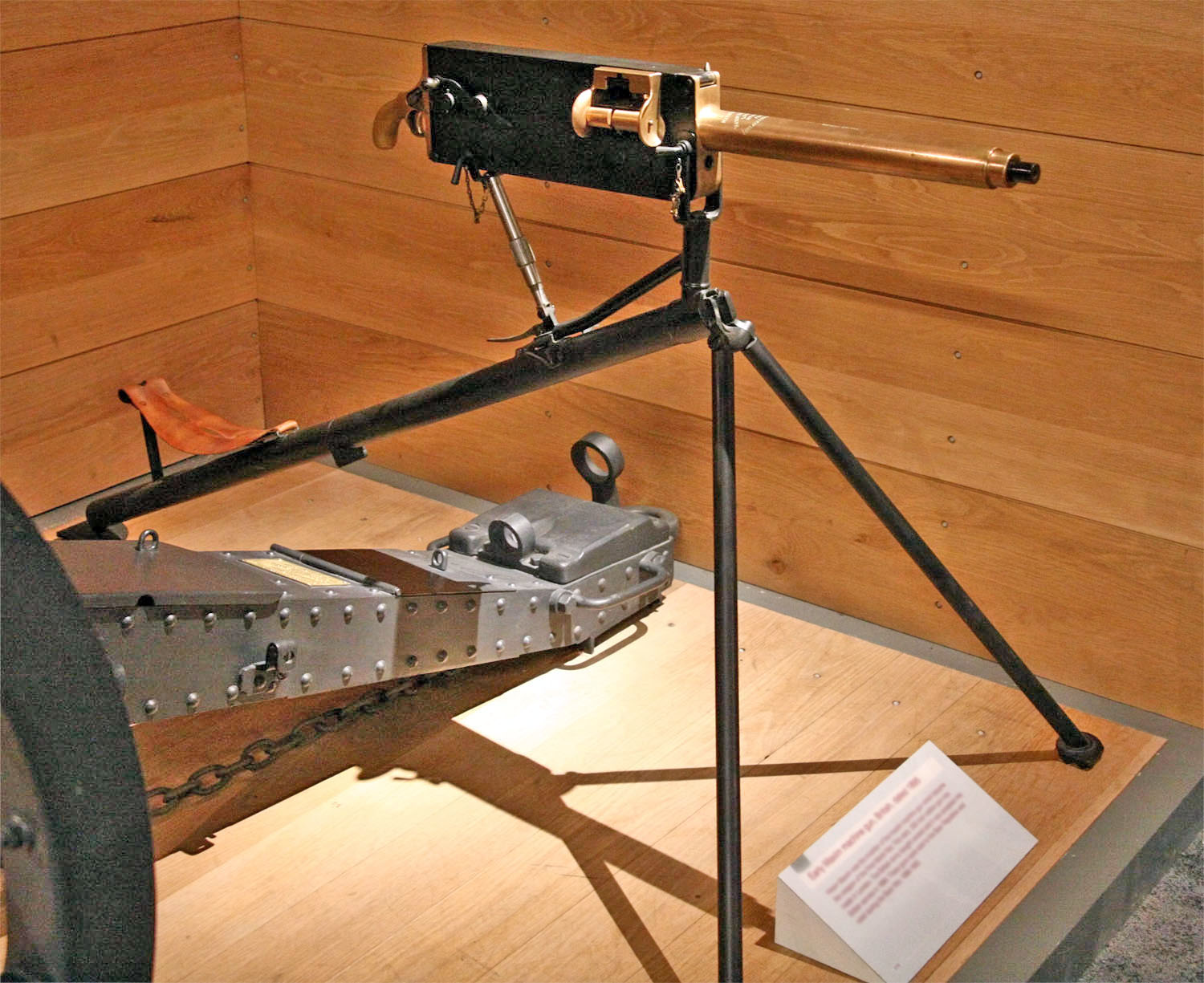
Mitrailleuse Maxim de 1895 montée sur un trépied (calibre .303 British)

La mitrailleuse Maxim était la première mitrailleuse auto-alimentée. Inventée par Sir Hiram Maxim en 1884 en Grande-Bretagne, ses variantes comme la mitrailleuse Vickers britannique, la mitrailleuse Maxim russe PM1910 ou la Maschinengewehr 08 allemande seront notamment utilisées lors de la Première Guerre mondiale.
La Maxim joua un rôle décisif dans l'expansion coloniale britannique en Afrique à la fin du XIXe siècle. Son extraordinaire puissance de feu avait des effets dévastateurs lors des batailles rangées lorsque les adversaires attaquaient de manière frontale. Durant les batailles de la Shangani en 1894, l'expédition de Chitrâl en 1895 et d'Omdurman en 1898, des troupes européennes parvinrent à anéantir des forces locales très supérieures en nombre au prix de pertes minimes. Par exemple, lors de la bataille d'Umm Diwaykarat (24 novembre 1899), un millier de mahdistes furent fauchés par les mitrailleuses Maxim ou faits prisonniers, contre trois tués du côté anglo-égyptien. Comme l'écrivit Hilaire Belloc dans son poème The Modern Traveller : « Quoi qu'il arrive, nous avons la mitrailleuse Maxim et eux non ».
Le mécanisme de l'arme utilisait l'énergie du recul pour éjecter chaque étui usagé et insérer le suivant. Il était donc beaucoup plus efficace que les mitrailleuses précédentes comme la Gatling et la Gardner qui ont été construits sur un principe totalement différent, utilisant des manivelles et un rechargement par bandes multiples.
Des essais ont révélé que la Maxim pouvait tirer 600 coups par minute, soit l'équivalent de la puissance de feu d'environ 30 fusils contemporains à rechargement par la culasse. Par rapport aux mitrailleuses modernes, la Maxim était lourde et encombrante. Même si une seule personne pouvait l'actionner, elle était généralement servie par une équipe de plusieurs hommes car le mécanisme de refroidissement de l'arme avait besoin d'un approvisionnement constant en eau afin de produire un feu continu, et plusieurs hommes étaient nécessaires pour la déplacer.
Elle est aussi fortement utilisée par les Allemands lors de la campagne du Cameroun pendant la Première Guerre mondiale, dans le cadre d'une guerre non conventionnelle (guérilla). La forteresse de Mora, située au Nord du pays et réputée imprenable, est défendue par une dizaine de mitrailleuses Maxim.  
Dès 2024, des exemplaires datant des années 30, sont utilisées par des unités ukrainiennes pour abattre des drones russes. La plupart de ces unités sont constituées de volontaires féminines.  